# Hun Manet
Dans ce nom, le nom de famille, Hun, précède le nom personnel.
Hun Manet (en khmer : ហ៊ុន ម៉ាណែត, /hun manaet/), né le 20 octobre 1977, est un militaire et homme d'État cambodgien, Premier ministre du Cambodge depuis le 22 août 2023.
Il est général dans les Forces armées royales khmères, avant de succéder à son père Hun Sen, démissionnaire le 26 juillet 2023, à la tête du gouvernement.

## Biographie

### Formation
Hun Manet est envoyé en 1995 par son père étudier aux États-Unis, puis au Royaume-Uni. Il passe quatre ans à l’académie militaire de West Point, dont il sortira avec une licence d’économie en 1999. Hun Manet obtient ensuite, en 2002, une maîtrise dans le même domaine à l’université de New York, puis un doctorat d’économie à l’université de Bristol en 2008. 

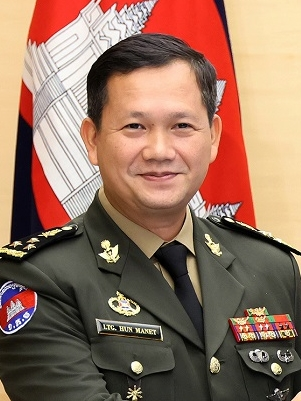
Hun Manet en 2022.

### Carrière militaire et politique
De retour au Cambodge, il poursuit une carrière militaire, jusqu’à devenir commandant en chef des armées.
En 2023, son père Hun Sen prépare une succession dynastique du pouvoir à son profit. Fin décembre 2022, après s'être fait désigner comme candidat du parti à un nouveau mandat de Premier ministre, il obtient ainsi du Parti du peuple cambodgien (CPP) la nomination unanime de son fils comme « futur Premier ministre » sans toutefois préciser à quel moment la passation de pouvoir aura lieu,.
Une semaine avant les élections législatives cambodgiennes de 2023, le Premier ministre annonce qu'il transférera le pouvoir à son fils au plus tard un mois après les élections, tout en assurant vouloir maintenir son influence dans la vie politique cambodgienne en restant notamment président du CPP. Il est nommé par décret royal le 7 août. Il reçoit la confiance de l'Assemblée nationale le 22 août, et entre en fonction le jour même avec son gouvernement,.

### Critiques et controverses

#### Remise en cause de l'État de droit
Malgré ses promesses de vouloir renforcer la démocratie au Cambodge et d'oeuvrer en faveur de l'État de droit dans le pays, depuis son accession au pouvoir en août 2023 Hun Manet est régulièrement accusé par les organisations internationales de protection des droits humains d'avoir drastiquement durci les libertés fondamentales dans le pays. Human Rights Watch, dans un rapport publié en janvier 2025, accuse ainsi l'actuel Premier ministre cambodgien d'avoir renié ses promesses initiales, notamment en recourant au système judiciaire à des fins politiques. Dans son rapport annuel de 2025, HRW documente ainsi une campagne systématique de répression contre l'opposition politique, les journalistes, les syndicalistes ainsi que les défenseurs de l'environnement. 